# Колли, Джордж
Реджинальд Джордж Колли (англ. Reginald George Collie; род. 21 апреля 1941, Нассау) — багамский легкоатлет, выступавший в беге на короткие дистанции. Участник летних Олимпийских игр 1964 года.

## Биография
Джордж Колли родился 21 декабря 1940 года в багамском городе Нассау.
В 1964 году выиграл чемпионат Британской Вест-Индии по лёгкой атлетике в беге на 200 метров с результатом 21,5 секунды.
В том же году вошёл в состав сборной Багамских Островов на летних Олимпийских играх в Токио. В беге на 100 метров занял в забеге 1/8 финала 6-е место с результатом 10,90, уступив 0,26 секунды попавшему в четвертьфинал с 3-го места Джону Овити из Кении. В беге на 200 метров занял в забеге 1/8 финала 5-е место с результатом 21,91, уступив 0,43 секунды попавшему в четвертьфинал с 4-го места Дэвиду Эджоке из Нигерии.
В 1966 году выступал на Играх Британской империи и Содружества наций в Кингстоне. В беге на 220 ярдов выбыл в полуфинале (21,8). В эстафете 4х110 ярдов сборная Багамских Островов была дисквалифицирована в полуфинале.
В 1967 году участвовал в Панамериканских играх в Виннипеге. В беге на 200 метров выбыл в полуфинале (22,14).

## Личные рекорды
- Бег на 100 метров — 10,63 (1966)[8]
- Бег на 200 метров — 21,0 (1964)[8]

## Семья
Внучатый племянник — Латарио Колли-Миннс (род. 1994), багамский легкоатлет. Участник летних Олимпийских игр 2016 года.